# 黄昏のブルックリン・ブリッジ
『黄昏のブルックリン・ブリッジ』（Over the Brooklyn Bridge）は、キャノングループ総帥メナヘム・ゴーラン自らがメガホンをとった作品。
ブルックリンの下町で安食堂を営むユダヤ人の主人公と、元ファッションモデルの恋を描いたロマンチック・コメディ。主人公の夢だったマンハッタンのイースト・サイドの店を手に入れようとしているが、叔父から突きつけられた条件とは……。

## キャスト
- エリオット・グールド（アルビィ）
- マーゴ・ヘミングウェイ（エリザベス）
- シド・シーザー（叔父のベンジャミン）
- キャロル・ケイン（シェリル）
- バート・ヤング
- シェリー・ウィンタース

## ストーリー
アルビィは、ブルックリンで小さなファースト・フード店を営む３０代半ばのユダヤ系独身男性である。彼は元ファッションモデルのエリザベスと２年前から同棲している。エリザベスはアルビィとの結婚を望んでいるが、アルビィは踏み切れずにいた。それというのも結婚するより恋人のままの方が、いつまでも新鮮に愛し合えると考えているからである。
アルビィの夢はマンハッタンのイースト・サイドに一流レストランを構えることである。ようやく素敵な物件をみつけ、まもなく夢を実現しようとしていた。しかし、それには叔父のベンジャミンの資金援助が不可欠だった。
叔父のベンジャミンも物件を気に入った。しかし資金援助の条件として、エリザベスと別れ、同じユダヤ系ファミリーの中から妻を選ぶことを条件とした。それからアルビィの苦悩が始まった。
条件を知ったエリザベスは、アルビィを愛しているにもかかわらず、アルビィの夢のために自ら別れを選択した。失意に陥ったアルビィは、ユダヤ系ファミリーのなかのシェリルと付き合うことにした。しかしシェリルと付き合えば付き合うほどエリザベスのことが忘れられない。我慢できずエリザベスに電話を掛けるが、エリザベスにあしらわれてしまう。
ついにエリザベスを諦め、シェリルと婚約することになった。そのパーティー会場であらためて自分の想いに気づいたアルビィは、その場で婚約を破棄。怒った叔父は資金援助を取り消すとアルビィを殴り、アルビィも泣きながら援助はいらないと殴り返した。
ようやく叔父もアルビィの気持ちを理解し、ついにエリザベスとの結婚を承諾。アルビィはその足でエリザベスの家に行き、シャワーを浴びているエリザベスにプロポーズしたのである。